# Carlo Cattaneo
Carlo Cattaneo (Milano, 15 giugno 1801 – Lugano, 6 febbraio 1869) è stato un patriota, filosofo, politico, politologo, linguista e scrittore italiano, esponente del pensiero repubblicano federalista.
Di formazione illuminista e positivista, ebbe un ruolo determinante nelle cinque giornate di Milano del 1848.

## Biografia

### Origini e formazione intellettuale
Nacque a Milano, figlio di Melchiorre, un orefice originario della Val Brembana, e di Maria Antonia Sangiorgio, il piccolo Carlo trascorse gran parte della sua infanzia dividendosi tra la vita cittadina milanese e lunghi e frequenti soggiorni a Casorate, dove era spesso ospite di parenti paterni. Fu proprio durante questi soggiorni che, approfittando della biblioteca del prozio Giacomo Antonio, un sacerdote di campagna, Cattaneo si appassionò alla lettura, soprattutto dei classici.
Il suo amore per le lettere classiche lo indusse a intraprendere gli studi nei seminari di Lecco prima e Monza poi, che avrebbero dovuto portarlo alla carriera ecclesiastica, ma già all'età di diciassette anni abbandonò il seminario per continuare la sua formazione presso il Sant'Alessandro di Milano e in seguito al liceo di Porta Nuova, dove si diplomò nel 1820. La sua formazione culturale e intellettuale fu plasmata, durante gli studi superiori, da maestri quali Giambattista De Cristoforis e Giovanni Gherardini, i quali gli aprirono le porte del mondo intellettuale milanese. Grazie a queste nuove opportunità, oltre alla passione per gli studi classici, Cattaneo iniziò a nutrire interessi di carattere scientifico e storico.

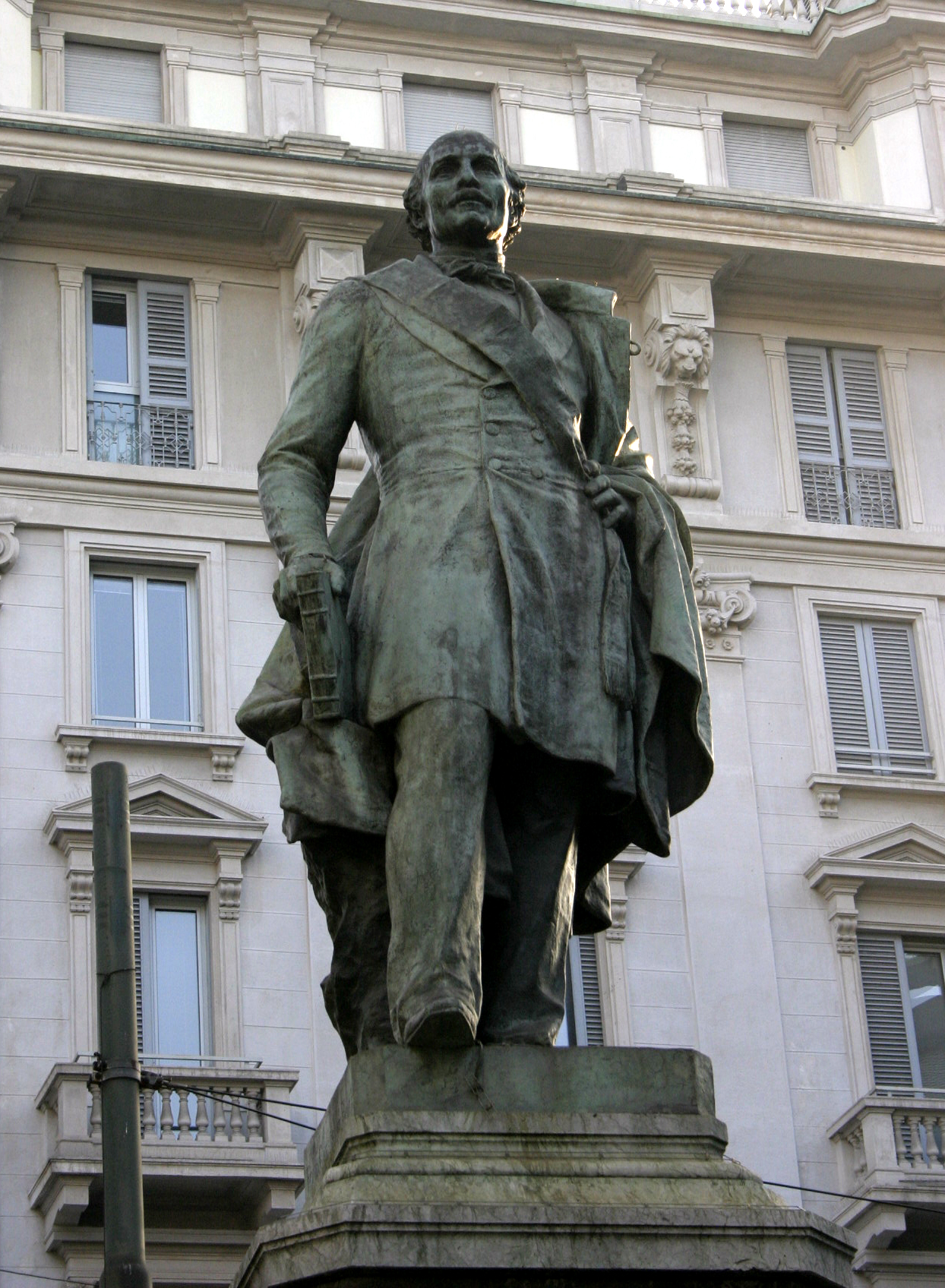
Il monumento a Cattaneo a Milano (via Santa Margherita)

Sempre in questo periodo furono fondamentali per la sua formazione intellettuale le letture presso la Biblioteca di Brera e il contatto con il cugino paterno Gaetano Cattaneo, il quale, oltre ad essere direttore del Gabinetto numismatico, era anche un importante esponente del mondo intellettuale milanese di inizio secolo. Altro punto chiave per il percorso formativo degli interessi di Cattaneo furono la frequentazione assidua della Biblioteca Ambrosiana, grazie alla sua parentela materna con il prefetto Pietro Cighera, e della biblioteca personale dello zio paterno Antonio Cattaneo, farmacista e studioso di chimica.

### Studi e insegnamento
Nel dicembre del 1820 la Congregazione Municipale di Milano lo assunse come insegnante di grammatica latina e poi di scienze umane nel ginnasio comunale di Santa Marta, dove restò per ben quindici anni. In questo stesso periodo iniziò ad approfondire le sue frequentazioni con gli intellettuali milanesi, entrando a far parte della cerchia di Vincenzo Monti e di sua figlia Costanza; di questi stessi anni sono le sue amicizie con Stefano Franscini e Giuseppe Montani. Dopo aver iniziato a frequentare le lezioni di diritto tenute da Gian Domenico Romagnosi nella sua scuola privata, ne divenne presto amico e allievo. Nel 1824 si laureò in Giurisprudenza presso l'Università di Pavia con il massimo dei voti.
Risale al 1822 la sua prima pubblicazione data alla stampa e apparsa sulla Antologia; si tratta di una recensione all'Assunto primo della scienza del diritto naturale di Romagnosi. Tra il 1823 e il 1824 si assentò numerose volte dal suo posto di insegnante per motivi di salute, probabilmente per dei forti reumatismi. Tra il 1824 e il 1826 diede alla pubblicazione le sue traduzioni dal tedesco di opere divulgative di carattere storico e geografico, frutto di una commissione governativa. In questo periodo collaborò con il suo amico Stefano Franscini per la traduzione della Storia della Svizzera pel popolo svizzero di Heinrich Zschokke, che venne però pubblicata solo nel 1829. Del 1844 è l'opera Notizie naturali e civili della Lombardia, pubblicata nell'occasione del VI Congresso degli scienziati italiani, tenuto a Milano. In Svizzera pubblicò Dell'Insurrezione di Milano nel 1848 e della successiva guerra, in cui criticò Carlo Alberto, i moderati e i mazziniani, e L'archivio triennale delle cose d'Italia, opera monumentale ove sono raccolti documenti riguardanti le insurrezioni italiane negli anni Quaranta dell’ottocento.

### Vita familiare
Nel 1825 morì il padre ed il fratello maggiore Filippo, il primogenito, gli subentrò nel negozio di oreficeria. In questo stesso anno Cattaneo conobbe Ann (Anna) Pyne Woodcock, (Limerick 1793 - Lugano 1869) un'aristocratica anglo-irlandese con la quale allaccerà una profonda relazione e che sposerà solamente nel 1835.

### Attività politica
Convinto sostenitore di richieste di maggiore autonomia del Regno Lombardo-Veneto dalla corte di Vienna, Cattaneo pensava di puntare su una politica non violenta per avanzare tali richieste. Il motivo del suo rifiuto nei confronti della violenza si può comprendere da questa affermazione poco conosciuta del filosofo milanese (che al tempo stesso lascia trasparire cosa egli ne pensasse di un'annessione al Regno di Sardegna): "Siamo i più ricchi dell'Impero, non vedo perché dovremmo uscirne". Infatti prima del 1848 auspicava la trasformazione dell'Impero austriaco in una federazione di stati, uno dei quali sarebbe stato il Lombardo-Veneto. In seguito poteva esser presa in considerazione la possibilità del passaggio del Lombardo-veneto ad una federazione di stati italiani.  Nel 1848, a Milano, Cattaneo ottenne alcune concessioni dal vicegovernatore austriaco, subito annullate dal generale austriaco Josef Radetzky.
Purtroppo l'evoluzione tragica delle Cinque giornate di Milano, degenerate in violenza, fece capire a Cattaneo che un dialogo tra borghesia/piccola nobiltà lombarda e la corte di Vienna sarebbe stato difficile, stessa impressione che curiosamente ebbe anche Radetzky, che nel periodo del suo governo nel Lombardo-Veneto puntò a cercare il favore nelle masse popolari.
Cattaneo e i suoi amici parteciparono alle Cinque giornate di Milano senza compiere azioni violente. Cattaneo rifiutò l'intervento piemontese, perché considerava il Piemonte meno sviluppato della Lombardia e lontano dall'essere democratico. Cattaneo fu presidente del Consiglio di guerra di Milano, che governò insieme al Governo provvisorio fino alla caduta della città al ritorno degli austriaci. Dopo una serie di moti popolari, nel frattempo, il 9 febbraio 1849 venne proclamata la Repubblica Romana, guidata da un triumvirato costituito da Giuseppe Mazzini, Aurelio Saffi e Carlo Armellini.
In seguito alla conclusione dei moti del 1848-1849 il Cattaneo riparò con la moglie in Svizzera e si stabilì definitivamente a Castagnola, nei pressi di Lugano, nel villino di caccia dell'avvocato liberale radicale Pietro Peri. Qui ebbe modo di stringere maggiormente la sua amicizia con Stefano Franscini, potente politico ticinese, e di partecipare alla vita politica del Cantone e della città. Fu uno dei fondatori e il primo rettore del Liceo di Lugano, che volle fortemente per creare un'istruzione pubblica laica, libera dal giogo della Chiesa, al fine di formare quella classe borghese liberale e laica che era alla base dello sviluppo economico del resto della Svizzera. Fu amico di Luciano Manara. Nel 1860 andò a Napoli per incontrare Garibaldi, ma poi tornò in Svizzera, ormai coscio dell'impossibilità di formare una confederazione di repubbliche.
Pur essendo più volte eletto deputato del Parlamento dell'Italia unificata, rifiutò sempre di recarsi all'assemblea legislativa pur di non giurare fedeltà ai Savoia.

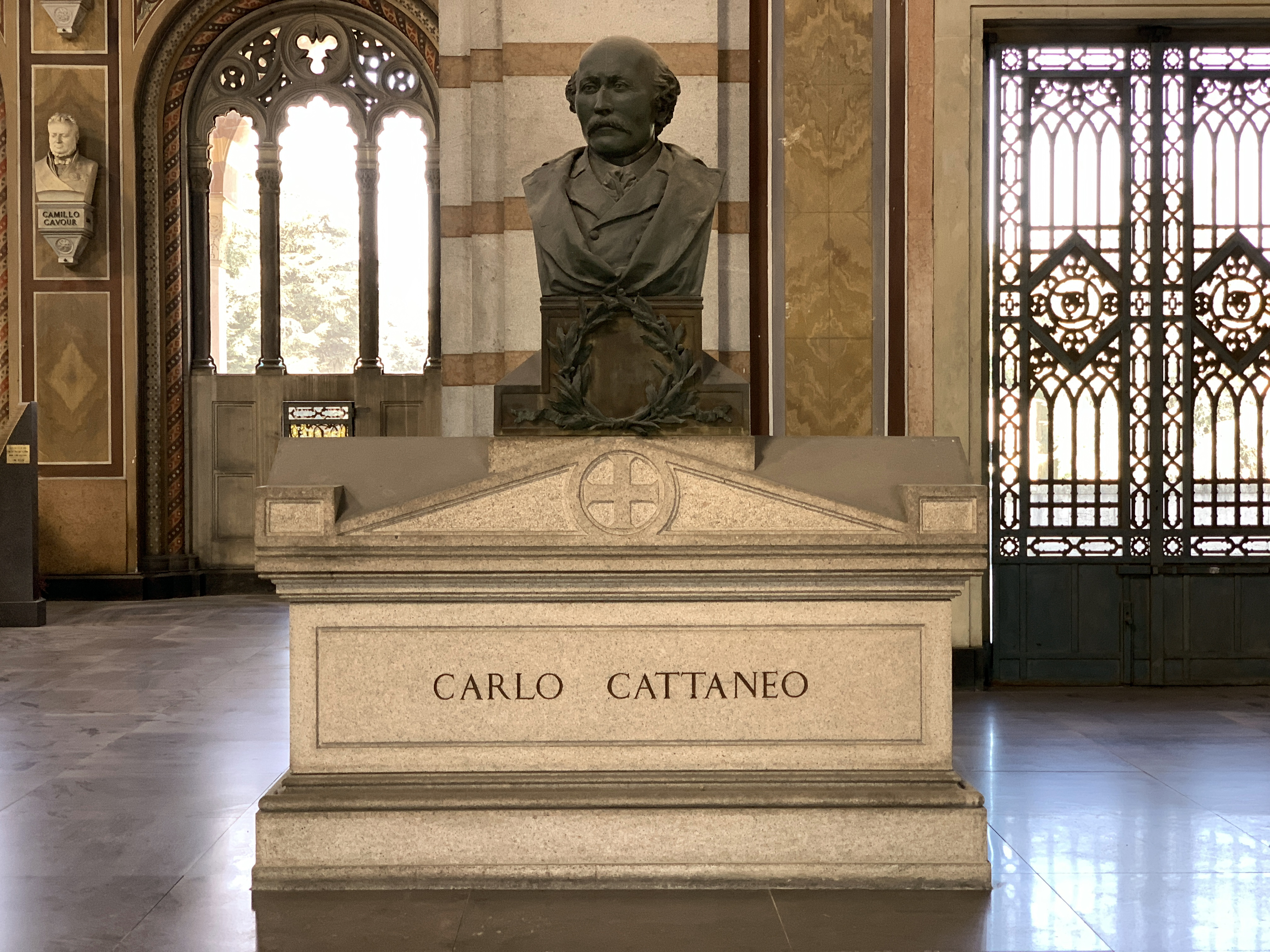
Tomba di Carlo Cattaneo nel Cimitero Monumentale di Milano

Morì senza alcun tipo di conforto religioso la notte del 6 febbraio 1869; gli onori funebri non furono «profanati col venale intervento di alcun sacerdote». Il suo corpo, dopo essere stato tumulato per pochi mesi nel cimitero svizzero di Castagnola (oggi facente parte di Lugano), venne trasferito al Cimitero Monumentale di Milano. Il 23 marzo 1884 venne traslato nell'ancora incompleto famedio e posto in un sarcofago marmoreo sormontato dallo stemma crociato della città, posto accanto a quello identico contenente le spoglie imbalsamate di Alessandro Manzoni.

## Il pensiero politico federalista

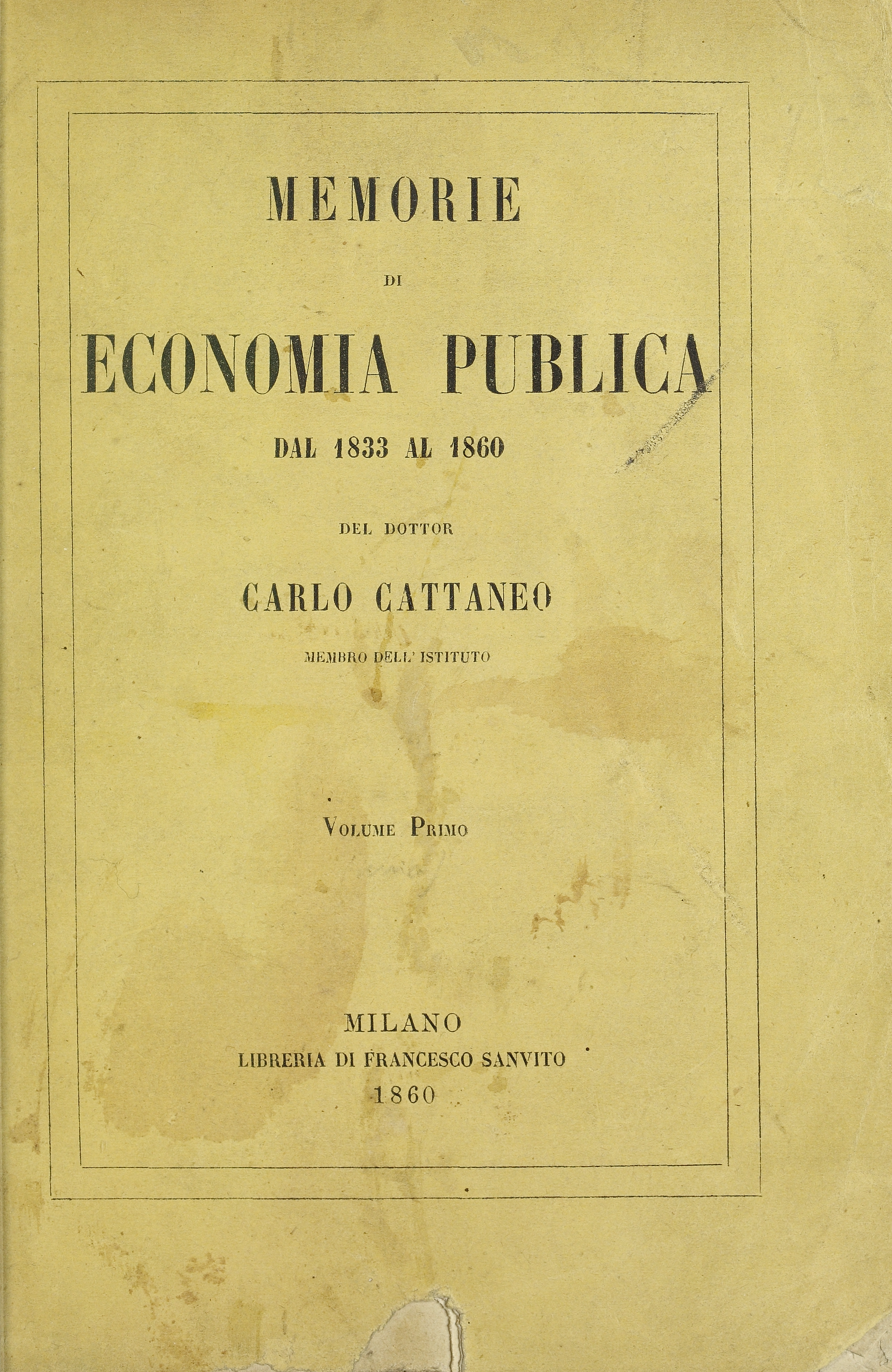
Memorie di economia pubblica dal 1833 al 1860 (1860)

Cattaneo viene ricordato per le sue idee federaliste impostate su un forte pensiero liberale e laico; dopo il 1860 acquisterà prospettive ideali vicine al nascente movimento operaio-socialista. Cattaneo era fautore di un sistema politico basato su una confederazione di stati italiani sullo stile della Svizzera; avendo stretto amicizia di vecchia data con politici ticinesi come Stefano Franscini, aveva ammirato nei suoi viaggi l'organizzazione e lo sviluppo economico della Svizzera interna, che attribuiva proprio a questa forma di governo.
Cattaneo è più pragmatico del romantico Giuseppe Mazzini, è un figlio dell'illuminismo, più legato a Pietro Verri che a Rousseau, e in lui è forte la fede nella ragione che si mette al servizio di una vasta opera di rinnovamento della società. Pur essendogli state dedicate numerose logge massoniche e un monumento realizzato a Milano dal massone Ettore Ferrari, una sua lettera a Gian Luigi Bozzoni del 7 agosto 1867 consente di escludere la sua appartenenza alla massoneria, per sua esplicita dichiarazione, sovente in quel periodo tenuta segreta e negata.
Per Cattaneo scienza e giustizia devono guidare il progresso della società: tramite esse l'uomo ha compreso l'assoluto valore della libertà di pensiero; il progresso umano non deve essere individuale, ma collettivo, attraverso un continuo confronto con gli altri.

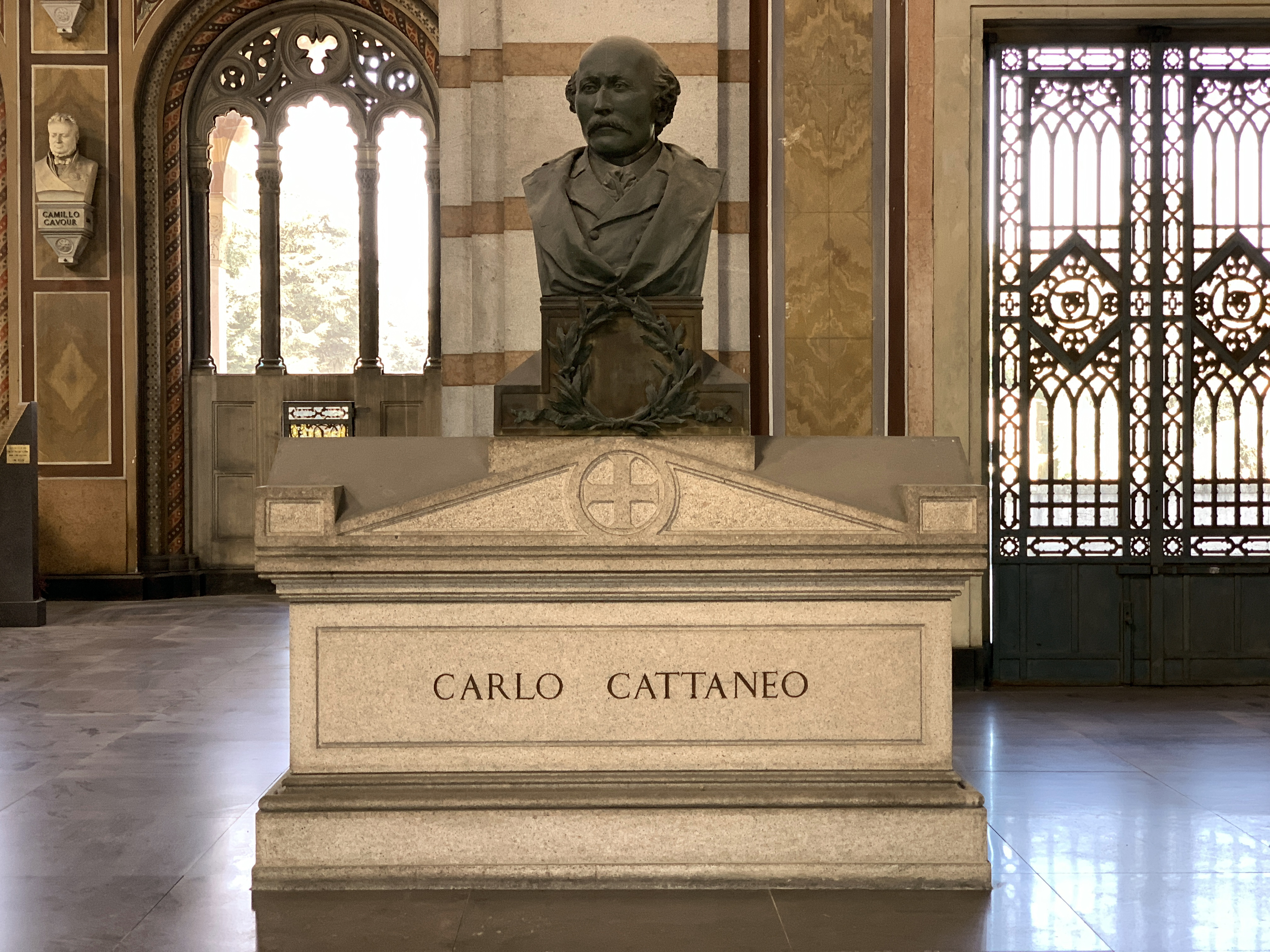
La tomba di Carlo Cattaneo al famedio del Cimitero Monumentale di Milano

La partecipazione alla vita della società è un fattore fondamentale nella formazione dell'individuo: il progresso può avvenire solo attraverso il confronto collettivo. Il progresso non deve avvenire per forza e, se avviene, avverrà compatibilmente con i tempi: sono gli uomini che scandiscono le tappe del progresso.
Cattaneo nega l'idea di contratto sociale, poiché gli uomini si sono associati per istinto: "La società è un fatto naturale, primitivo, necessario, permanente, universale..."; è sempre esistito un "federalismo delle intelligenze umane": è sorto perché è un elemento necessario delle menti individuali.
Pur riconoscendo il valore della singola intelligenza, afferma però che, più scambio e confronto ci sono, più la singola intelligenza diventa tollerante; in questo modo anche la società sarà più tollerante; i sistemi cognitivi dell'individuo devono essere sempre aperti, bisogna essere sempre pronti ad analizzare nuove verità.
Così come le menti si devono federare, lo stesso devono fare gli stati europei che hanno interessi di fondo comuni; attraverso il federalismo i popoli possono gestire meglio la loro partecipazione alla cosa pubblica: "Il popolo deve tenere le mani sulla propria libertà", il popolo non deve delegare la propria libertà ad un popolo lontano dalle proprie esigenze.
La libertà economica è fondamentale per Cattaneo, è la prosecuzione della libertà di fare: "La libertà è una pianta dalle molte radici" e nessuna di queste radici va tagliata, sennò la pianta muore. La libertà economica necessita di uguaglianza di condizioni; le disparità ci saranno, ma solo dopo che tutti avranno avuto la possibilità di confrontarsi.
Cattaneo fu eletto deputato nel 1860 nel collegio V di Milano e nel collegio I di Cremona nella VII legislatura del Regno di Sardegna e nel 1869 nel collegio 1 di Milano della X legislatura del Regno d'Italia, ma morì nel 1869 a Lugano. Tuttavia non andò mai alla Camera, perché gli repugnava il giuramento di fedeltà alla monarchia che i deputati dovevano prestare.
Oggi Cattaneo viene richiamato quale iniziatore della corrente di pensiero federalista in Italia.

Nel 1839 fondò il periodico Il Politecnico, rivista che divenne un punto di riferimento degli intellettuali lombardi, avente come intento principale l'aggiornamento tecnico e scientifico della cultura nazionale.
Guardando a due esempi di entità federali, gli Stati Uniti d'America (presidenzialista) e la Confederazione Svizzera (direttoriale e improntata alla democrazia diretta), definì il federalismo come "teorica della libertà" in grado di coniugare indipendenza e pace, libertà e unità. Cattaneo scrisse al riguardo: "Avremo pace vera, quando avremo gli Stati Uniti d'Europa". Cattaneo e Mazzini videro negli Stati Uniti d'America e nella Svizzera i due unici esempi di vera attuazione dell'ideale repubblicano.

Federalista repubblicano laico di orientamento radicale-anticlericale, fra i padri del Risorgimento, era alieno dall'impegno politico diretto e puntava piuttosto alla trasformazione culturale della società. La rivista Il Politecnico fu per lui il vero Parlamento alternativo a quello dei Savoia.
In accordo con il Tuveri, redattore del Corriere di Sardegna, Cattaneo intervenne in merito alla questione sarda in chiave autonomistica locale.

In tal senso, denunciò l'incapacità ed incuranza del governo centrale nel trovare una nuova destinazione d'uso al mezzo milione di ettari (più di un quinto della superficie dell'isola) che avevano costituito i soppressi demani feudali, sui quali le popolazioni locali esercitavano il diritto di ademprivio, per usi civici.
Peraltro il pensiero federalista di Cattaneo ebbe fasi diverse:
A) prima del 1848 si illuse che l'Impero d'Austria potesse ristrutturarsi in un Impero multinazionale a struttura federale;
B) dopo i moti del 1848 e fino al 1861 gli fu chiaro che occorreva giungere ad un'unità degli stati italiani, di tipo confederale, con parlamenti autonomi e una nazione armata, in analogia col sistema in vigore in Svizzera, di cui aveva pure la cittadinanza.
C) dal 1861 propose riforme del nuovo Stato unitario proponendo che in ogni Regione si tutelasse la massima autonomia amministrativa per ognuno dei Comuni
Peraltro non riuscì mai a proporre un progetto federale completo e dettagliato, che fosse alternativo allo Stato unitario italiano che andava formandosi.
A Carlo Cattaneo dal 1965 è dedicato l'omonimo istituto di ricerca.

## Opere

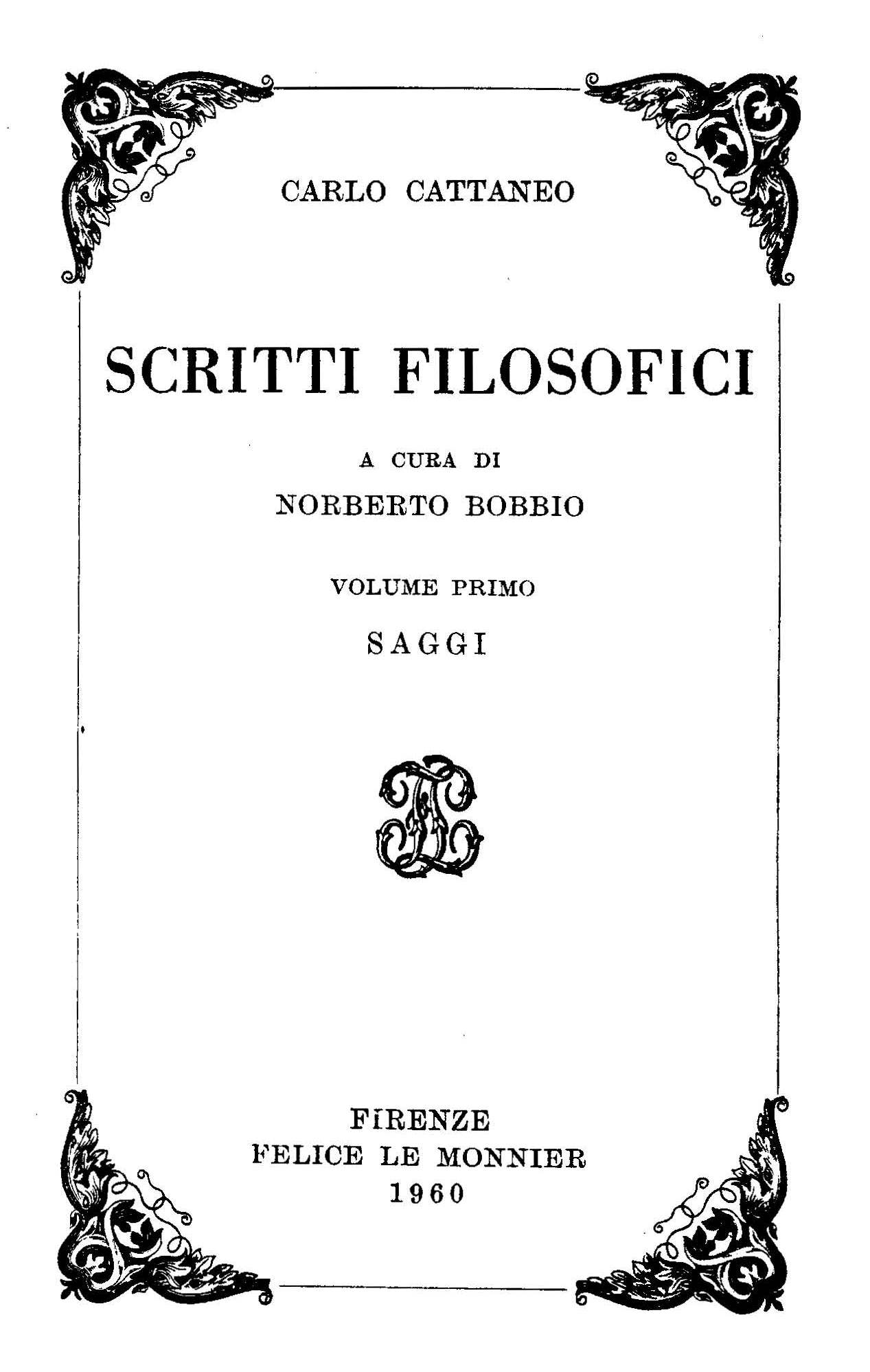
Scritti filosofici

- Interdizioni israelitiche, saggio del 1836
- Del pensiero come principio d’economia pubblica, saggio del 1861
- Psicologia delle menti associate: quest'opera non è stata completata e rimane allo stato di frammenti. Il tema dell'opera sarebbe dovuto consistere nel cercare un'interpretazione sociale nello sviluppo dell'individuo.
- La città considerata come principio ideale delle istorie italiane, 1858
- Dell'India antica e moderna
- Notizie naturali e civili su la Lombardia
- Vita di Dante di Cesare Balbo
- Il Politecnico, "Repertorio mensile di studi applicati alla prosperità e coltura sociale", fondato nel 1839
- Dell'Insurrezione di Milano nel 1848 e della successiva guerra

Disponibili in linea:
- Carlo Cattaneo, Secondo rapporto del Dott. Carlo Cattaneo sulla bonificazione del piano di Magaldino a nome della società promotrice, In Lugano, Tipografia Chiusi, 1853.

## Filmografia
- Le cinque giornate di Milano di Carlo Lizzani – miniserie televisiva del 2004, interpretato da Giancarlo Giannini
- Le cinque giornate di Milano di Leandro Castellani – miniserie televisiva del 1970, interpretato da Raoul Grassilli